# Colibrí de capell blanc
El colibrí de capell blanc (Microchera albocoronata) és una espècie d'ocell de la família dels troquílids (Trochilidae) i única espècie del gènere Microchera
(Gould, 1858) propi d'Amèrica Central.

## Hàbitat i distribució
Habita la selva humida i vegetació secundària als turons i terres baixes des del sud d'Hondures fins al centre de Panamà.